# ضمور الجلد
ضمور الجلد أو ضمور الأدمة (بالإنجليزية: Atrophoderma)‏ هو مُصطلح يُشير إلى الحالات الطبية التي تتضمن ضموراً في الجلد، ومن أنواعه:
- ضمور الجلد الجريبي [الإنجليزية]
- ضمور مولين الجلدي الخطي [الإنجليزية]
- ضمور الجلد بحسب بازيني وبيريني